# Mike LeDonne
Michael Arthur LeDonne (Bridgeport (Connecticut), 26 oktober 1956) is een Amerikaanse jazzmuzikant (piano, orgel), bekend van postbop en hardbop. Hij werkt sinds 1996 samen met Benny Golson en treedt op over de hele wereld onder zijn eigen naam.

## Biografie
LeDonne werd op 26 oktober 1956 geboren in Bridgeport, Connecticut. Zijn ouders hadden een muziekwinkel. Zijn vader was jazzgitarist en LeDonne begon lokaal op te treden rond de leeftijd van 10 jaar. Hij heeft ook vier jaar les gehad van John Mehegan. Nadat hij in 1978 afstudeerde aan het New England Conservatory of Music, verhuisde hij naar New York en sloot hij zich aan bij het Widespread Depression Jazz Orchestra.
LeDonne verliet het Widespread Depression Jazz Orchestra in 1981 en toerde door het Verenigd Koninkrijk met Panama Francis en The Savoy Sultans. Terug in New York werd LeDonne de huispianist bij Jimmy Ryan's, waar hij in 1981-1983 met enkele grote namen in de jazz speelde. Hij maakte ook deel uit van het sextet van Benny Goodman in 1982-1983. LeDonne sloot zich rond 1987 aan bij het kwartet van Milt Jackson. Hij componeerde ook voor en nam op met de band. Zijn eerste opname als leader was in 1988. Het werd uitgebracht door Criss Cross Jazz en LeDonne nam nog een aantal albums voor hen op in de jaren 1990. Als sideman speelde hij in het Art Farmer-Clifford Jordan Quintet en toerde door Parijs met Grady Tate (beide 1988), trad op met Charles McPherson (1992), James Moody (1992), Sonny Rollins (1995) en Benny Golson (laat 1990) en diende als begeleider van Ernestine Anderson en Annie Ross. In 1998 begon LeDonne met opnemen voor Double-Time Records.
Grove schreef: Een niveau van understatement in LeDonnes stijl weerspiegelt het spel van Hank Jones en Tommy Flanagan. Hij is overwegend een bop-pianist, introduceert een sterke linkerhand in zijn werk en onthult een goed begrip van het swingpianospel.

## Discografie

### Als leader/co-leader
| Jaar van opname | Titel                                  | Label               | Opmerkingen |
| --------------- | -------------------------------------- | ------------------- | --- |
| 1988            | 'Bout Time                             | Criss Cross Jazz    | Met Tom Harrell (trompet, bugel), Gary Smulyan (baritonsax), Dennis Irwin (bas), Kenny Washington (drums)                                                                                       |
| 1990            | The Feeling of Jazz                    | Criss Cross Jazz    | Met Tom Harrell (trompet, bugel), Gary Smulyan (baritonsax), Dennis Irwin (bas), Kenny Washington (drums)                                                                                       |
| 1990            | Common Ground                          | Criss Cross Jazz    | Trio, met Dennis Irwin (bas), Kenny Washington (drums) |
| 1993            | Soulmates                              | Criss Cross Jazz    | Sextet, met Ryan Kisor (trompet), Joshua Redman (tenorsax), Jon Gordon (altsax), Peter Washington (bas), Lewis Nash (drums)                                                                     |
| 1995            | Waltz for an Urbanite                  | Criss Cross Jazz    | Kwintet, met Steve Nelson (vibrafoon), Peter Bernstein (gitaar), Peter Washington (bas), Kenny Washington (drums)                                                                               |
| 1998            | To Each His Own                        | Double-Time Records | Trio, met Peter Washington (bas), Mickey Roker (drums) |
| 1998            | Then & Now                             | Double-Time Records | Kwintet, met Jim Rotondi (trompet), Eric Alexander (tenorsax), Peter Washington (bas), Joe Farnsworth (drums) uitgebracht in 2000                                                               |
| 2001            | Bags Groove: A Tribute to Milt Jackson | Double-Time Records | Octet, met Jim Rotondi (trompet), Steve Davis (trombone), Steve Wilson (altsax, sopraansax), Jim Snidero (altsax, fluit), Steve Nelson, vibes), Bob Cranshaw (bas), Mickey Roker (drums)        |
| 2003            | Smokin' Out Loud                       | Savant Records      | Kwartet, met Eric Alexander (tenorsax), Peter Bernstein (gitaar), Joe Farnsworth (drums) |
| 2004            | You'll See! (Live at The Cellar)       | Cellar Live         | Kwartet, met Eric Alexander (tenorsax), Peter Bernstein (gitaar), Joe Farnsworth (drums) |
| 2005            | Night Song                             | Savant Records      | Trio, met Ron Carter (bas), Joe Farnsworth (drums) |
| 2006            | On Fire (Live at Smoke)                | Savant Records      | Kwartet, met Eric Alexander (tenorsax), Peter Bernstein (gitaar), Joe Farnsworth (drums) |
| 2007            | Five Live (Live at Smoke)              | Savant Records      | Kwintet, met Jeremy Pelt (trompet), Eric Alexander (tenorsax), John Webber (bas), Joe Farnsworth (drums)                                                                                        |
| 2008            | Let It Go                              | GoFour              | Blue Duo, met John Webber; uitgebracht in 2013 |
| 2009            | The Groover                            | Savant Records      | Kwartet, met Eric Alexander (tenorsax), Peter Bernstein (gitaar), Joe Farnsworth (drums) |
| 2011            | Keep the Faith                         | Savant Records      | Kwartet, met Eric Alexander (tenorsax), Peter Bernstein (gitaar), Joe Farnsworth (drums) |
| 2012            | Speak (Live at The Cellar)             | Cellar Live         | Trio, met John Webber (bas), Joe Farnsworth (drums) |
| 2013            | I Love Music                           | Savant Records      | Kwartet, met Eric Alexander (tenorsax), Peter Bernstein (gitaar), Joe Farnsworth (drums) |
| 2015            | Awwl Right!                            | Savant Records      | Kwartet, met Eric Alexander (tenorsax), Peter Bernstein (gitaar), Joe Farnsworth (drums); 3 tracks met gast: Jeremy Pelt (trompet) toegevoegd, 2 tracks met gast: Bob Cranshaw (bas) toegevoegd |
| 2016            | That Feelin'                           | Savant Records      | Kwartet, met Eric Alexander (tenorsax), Peter Bernstein (gitaar), Joe Farnsworth (drums); 3 tracks met gast: Vincent Herring (altsax) toegevoegd                                                |
| 2018            | From the Heart                         | Savant Records      | Kwartet, met Eric Alexander (tenorsax), Peter Bernstein (gitaar), Joe Farnsworth (drums); 2 tracks met gast: Mike Clark (drums) toegevoegd                                                      |
| 2019            | Partners in Time                       | Savant Records      | Trio, met Christian McBride (bas), Lewis Nash (drums) |

### Als sideman
Met Eric Alexander
- 2004: Gentle Ballads (Venus Records)
- 2005: The Battle (Live at Smoke) met Vincent Herring (HighNote Records)
- 2006: Gentle Ballads II (Venus Records)
- 2007: Gentle Ballads III (Venus Records)
- 2008: Lazy Afternoon: Gentle Ballads IV (Venus Records)
- 2009: Revival of the Fittest (HighNote Records)
- 2011: Friendly Fire (Live at Smoke) met Vincent Herring (HighNote Records)
- 2018: Live Encounter New York All-Stars (Ubuntu Music)

Met Mike DiRubbo
- 2001: Keep Steppin'  (Criss Cross Jazz)

Met Chris Flory
- 1988: For All We Know (Concord Jazz)
- 1996: Word on the Street (Double-Time)
- 2007: For You (Arbors Records)

Met Benny Golson
- 1998: Remembering Clifford (Milestone)
- 1997, 2000: Brown Immortal (Keystone/Video Arts) [Japan]
- 2004: Terminal 1 (Concord)
- 2009: New Time, New 'Tet (Concord)
- 2016: Horizon Ahead (HighNote)

Met Wycliffe Gordon
- 2007: Boss Bones (Criss Cross)
- 2009: Cone and T-Staff (Criss Cross)

Met Scott Hamilton
- 1994: Organic Duke (Concord)

Met Michael Hashim
- 1991: A Blue Streak (Stash Records)
- 1992: Guys and Dolls (Stash)
- 1998: Multi Coloured Blue a tribute to Billy Strayhorn (Hep Records)

Met Milt Jackson
- 1997: Sa Va Bella (For Lady Legends) (Qwest Records)

Met Clifford Jordan
- 1989-1991, 1997: The Mellow Side of Clifford Jordan (Mapleshade)

Met Hendrik Meurkens
- 2019: Cobb's Pocket met Peter Bernstein, Jimmy Cobb (In+Out)

Met Alvin Queen
- 2005: I Ain't Lookin' at You (Enja Records)
- 2008: Mighty Long Way (Enja)

Met Duke Robillard
- 1986, 1988: Swing (Rounder Records)

Met Scott Robinson
- 2004: Jazz Ambassador: Scott Robinson Plays the Compositions of Louis Armstrong (Arbors Records)
- 2007: Forever Lasting: Scott Robinson Plays the Compositions of Thad Jones ((Arbors)

Met Jim Rotondi
- 2009: Blues for Brother Ray a tribute to Ray Charles] (Posi-Tone)

Met Tad Shull
- 1990: Deep Passion ((riss Cross)
- 1991: In the Land of the Tenor (Criss Cross)

Met Greg Skaff
- 2003: Blues For Mr. T (Khaeon) [opmerking: uitgebracht in 2004 als Ellington Boulevard bij Zoho]

Met Gary Smulyan
- 1993: Saxophone Mosaic (Criss Cross)
- 1996: Gary Smulyan With Strings (Criss Cross)
- 2002: The Real Deal (Reservoir Records)
- 2006: More Treasures (Reservoir)
- 2011: Smul's Paradise (Capri Records)

Met Jim Snidero
- 1997: Standards Plus (Double-Time)
- 2007: Tippin' ((Savant)

Met Benny Waters
- 1997: Birdland Birthday: Live at 95 (Enja)

Met Cory Weeds
- 2008: Big Weeds (Cellar Live)
- 2012: Up a Step: The Music of Hank Mobley (Cellar Live)
- 2014: Condition Blue: The Music of Jackie McLean (Cellar Live)
- 2017: Let's Groove: The Music of Earth Wind & Fire (Cellar Live)

Met Laura Welland
- 2004: Dissertations on the State of Bliss (OA2/Origin Records)

Met Saori Yano
- 2005: Sakura Stamp ((Columbia Records)

- Bibsys: 4037695
- Bibliothèque nationale de France: cb13952767v (data)
- Gemeinsame Normdatei: 134661532
- International Standard Name Identifier: 0000 0000 5518 5154
- Library of Congress Control Number: no98127530
- MusicBrainz: 83c1af96-cea2-4500-bfec-f6fa0feb2aeb
- Nationale Bibliotheek van Israël: 987007322362605171
- Nederlandse Thesaurus van Auteursnamen: 175575827
- SNAC: w63d0071
- Système universitaire de documentation: 158334310
- Virtual International Authority File: 56802068
- WorldCat: E39PBJqFPvkVCryR7YYMDGF9Xd